# Mroczne materie
Mroczne materie (ang. His Dark Materials) – trylogia napisana przez brytyjskiego autora fantasy Philipa Pullmana. Składają się na nią książki:
- Zorza północna (1995; w Stanach Zjednoczonych wydana pod nazwą Złoty kompas)
- Magiczny nóż (1997; w innym tłumaczeniu Zaczarowany nóż, Delikatny nóż)
- Bursztynowa luneta (2000)

Całość opublikowano w Wielkiej Brytanii także jako jednotomową powieść o tym samym tytule.
Akcja trylogii obraca się wokół dwóch wątków. Zasadniczy opowiada o wędrówce głównych bohaterów, Lyry Belacquy i Willa Parry’ego przez wieloświat równoległych wymiarów. Drugi traktuje o zmaganiach pomiędzy światem ziemskim i niebiańskim. W cyklu występuje wiele unikatowych, fantastycznych elementów świata przedstawionego, takich jak pancerne niedźwiedzie i dajmony, będące duszą pod postacią zwierzęcia obrazującego charakter jej właściciela. Pullman odwoływał się też do klasyki, na przykład wprowadzając postaci czarownic. W miarę rozwoju akcji wydarzenia nabierają alegorycznych znaczeń. Autor czerpie z szerokiego wachlarza dziedzin, takich jak np. fizyka i fizyka kwantowa, teologia, symbolika (w tym biblijna) oraz filozofia religii.
Mimo że serię napisano z myślą o młodzieży, jest ona chętnie czytana także przez dorosłych.

## Umiejscowienie
Akcja trylogii przebiega w wieloświecie, rozgrywając się pomiędzy wieloma alternatywnymi wymiarami.
Świat przedstawiony w Zorzy Północnej pod wieloma względami przypomina nasz. Jego społeczeństwo odzwierciedla XIX wiek – erę wiktoriańską z modą wówczas panującą, a także technologią opartą głównie na energii pary. Wydaje się, iż nigdy nie doszło tutaj do Reformacji; Jan Kalwin wybrany został na papieża – lub też wprost przeciwnie, Reformacja odniosła taki sukces, że ogarnęła wszelkie organizacje religijne. Magisterium (którego pierwowzorem jest Kościół)  kontroluje wszystkie państwa zachodniej Europy (i prawdopodobnie całą planetę).
W Magicznym Nożu akcja ma miejsce w naszym świecie, a także innym (również podobnym do naszego) nazwanym Cittàgazze, od nazwy głównego miasta tego wymiaru. Cittàgazze jest rozdrożnią, umożliwiającą przemieszczanie się pomiędzy innymi wymiarami.
Akcja Bursztynowej lunety toczy się w wachlarzu różnorodnych światów – zamieszkanych przez niezwykłe, baśniowe stwory lub całkowicie pustych, w których wszelkie życie nie pojawiło się lub zniknęło ze względu na niekorzystne warunki.

## Fabuła

### Zorza północna / Złoty kompas
W Zorzy północnej (wydanej w Ameryce Północnej pod nazwą Złoty kompas), bohaterka, Lyra Belacqua, młoda dziewczyna wychowana w Kolegium Jordana, zamkniętym środowisku akademickim znajdującym się w Oksfordzie, i jej dajmon Pantalaimon, dowiadują się o istnieniu Pyłu, dziwnej nowo odkrytej cząstki elementarnej, uznawanej przez Magisterium za dowód na grzech pierworodny. Pył jest materią przyciąganą przez wszelkie inteligentne formy życia, choć badania nad nim wykazują, iż słabiej oddziałuje z małymi dziećmi, jak sądzi Magisterium, z powodu ich niewinności. W celu empirycznego dowiedzenia tego faktu porywane są dzieci z całego świata. Wywozi się je daleko na północ i przeprowadza się potworne doświadczenia, cała sprawa zachowywana jest jednak w tajemnicy przez dostojników Magisterium. Lyra i Pantalaimon wyruszają na północ w celu uratowania ich najlepszego przyjaciela Rogera Parslowa i innych dzieci z tej niebezpiecznej sytuacji, w ich działaniach pomagają im Panserbjørne (niedźwiedź pancerny) Iorek Byrnison, John Faa i ojciec Coram przywódcy zgromadzenia cygańskiego, aeronauta Lee Scoresby i wiedźma Serafina Pekkala. Po zmaganiach z niedźwiedziami pancernymi, wiedźmami, Tatarami i wygraniu wielu potyczek, Roger zostaje zabity przez Lorda Asriela, ojca Lyry, w jego udanym eksperymencie stworzenia mostu łączącego wymiary. Lord Asriel i Lyra wraz z Pantalaimonem przechodzą przez most osobno w celu poszukiwania źródła Pyłu, nieświadomi iż przyczynią się do powstrzymania Magisterium przed jego zniszczeniem i wplątani zostaną w zaciekłą wojnę między niebem a ziemią.

### Magiczny nóż
W Magicznym nożu, Lyra przeszedłszy przez most między wymiarowy trafia do Cittàgazze, świata którego mieszkańcy odkryli sposób na przemieszczanie w wieloświecie wiele lat przed wydarzeniami opisanymi w trylogii. Niestety poprzez lekkomyślne korzystanie z tej technologii, sprowadzili oni na siebie zagładę – Spektra – istoty stworzone z materii otchłani, głodne ludzkich uczuć. Dzieci były na nie odporne, lecz dorośli przy spotkaniu z nimi stawali się obojętni na cały świat, pozbawieni duszy. W tym świecie Lyra poznaje Willa Parry, dwunastoletniego chłopca pochodzącego z naszego świata, który natknął się na Cittàgazze, gdy uciekał obwiniony przez władzę za zabójstwo człowieka (choć uczynił to w obronie swojej chorej na schizofrenię matki) w poszukiwaniu swojego dawno zaginionego ojca. Staje się on właścicielem tytułowego Magicznego Noża, narzędzia wykutego ponad 300 lat temu przez naukowców z Cittàgazze, z tych samych materiałów co srebrna gilotyna (wykorzystywana w Bolvangarze). Nóż ten ma dwa ostrza – jedno służące do wycinania w czasoprzestrzeni wrót do innych wymiarów, drugie natomiast umożliwiające łatwe przecinanie wszelkiej, nawet najtwardszej, materii. Nóż znany jest też pod nazwą teleutaia makhaira albo aesahaettr. Po spotkaniu z wiedźmami ze świata Lyry, młodzi bohaterowie podróżują dalej, spotykając na swej drodze m.in. ojca Willa, który pod zmienionym nazwiskiem Stanislausa Grummana przebywał w świecie Lyry. Niestety ginie on prawie natychmiast po spotkaniu z synem. Niedługo po tym Lyra porwana zostaje przez swoją matkę Panią Coulter, agentkę Magisterium, która poznała przepowiednię mówiącą o tym, iż jej córka stanie się następną Ewą. Will nie pozostaje jednak osamotniony. Odnajduje go para zbuntowanych aniołów Baruch i Balthamos, przez których zostaje wciągnięty w spór z Autorytetem – pierwszym aniołem który nazwał się stworzycielem świata, Bogiem.

### Bursztynowa luneta
W Bursztynowej lunecie Will stara się zignorować pomagającą mu parę aniołów i ruszyć na pomoc swojej przyjaciółce Lyrze. Pomagają mu w tym mała dziewczynka o imieniu Ama, król niedźwiedzi pancernych Iorek Byrnison i dwaj szpiedzy Lorda Asriela, pochodzący z rasy Gallivespian (małych ludzi), Kawaler Tialys i Lady Salmakia. Z ich pomocą udaje mu się uratować Lyrę z jaskini w której była ukryta przez swoją matkę. Następnie wędrują ku krainie zmarłych by uzyskać dla Lyry przebaczenie jej dawnego przyjaciela Rogera Parslowa, za którego śmierć dziewczynka się obwinia. Gdy tam przebywają okazuje się, że dusze ludzi uwięzione tam zostały przez Autorytet, samozwańczego boga. Ratują je wiec od wiecznej śmierci tworząc przy pomocy noża Willa przejście do innego wymiaru. Tam trafiają na Mary Malone, naukowca, którą Lyra, gdy przebywała w naszym świecie, poprosiła o pomoc w odkryciu natury Pyłu (lub, jak był on nazywany przez doktor Malone, Ciemną Materią). Przebywając tam pani doktor zaprzyjaźnia się z zamieszkującymi tamten świat inteligentnymi istotami zwanymi Mulefa. Dzięki zawartej znajomości udaje się jej także odkryć pochodzenie Pyłu, inteligentnych cząsteczek posiadających samoświadomość. W tym samym czasie Lord Asriel wraz z panią Coulter, którą miłość do córki nawróciła na właściwą drogę, łączą siły by pokonać Metatrona, Regenta Niebios, następcę Autorytetu. Giną oni w walce ostatecznie pokonując przeciwnika. Autorytet umiera, w pewien sposób samobójczą, śmiercią w czasie wielkiej potyczki między rebeliantami a armią niebios.

## Świat przedstawiony

### Dajmony
Definiującym aspektem opowieści jest koncepcja dajmonów (ang. dæmons). W kilku wymiarach przestrzeni, w których rozgrywa się akcja, włączając w to ten, w którym urodziła się główna bohaterka – Lyra Belacqua – manifestacją duszy, towarzyszącej każdemu człowiekowi przez całe jego życie jest dajmon. Posiada kształt zwierzęcia.
Dajmony są powiązane z człowiekiem tak silnie, iż samo oddalenie człowieka i jego dajmona może doprowadzić do śmierci obojga. Dajmony zazwyczaj rozmawiają jedynie z ludźmi, których (jako dusze) są częścią. Nie sprawia im jednak trudności rozmowa z innymi dajmonami ani osobami.
W trakcie dzieciństwa, dajmony mogą zmieniać swoją postać, ukazując aktualny stan emocjonalny człowieka, lecz wraz z dorastaniem, ich postać stabilizuje się – przyjmują one jedną stałą formę, tym samym ujawniając prawdziwą naturę i osobowość swego właściciela. W trakcie akcji powieści dowiadujemy się, że możliwe jest oddzielenie człowieka od dajmona przy użyciu ostrza wykonanego z tytanu i magnezu. Gilotyna stworzona ze stopu tych metali używana była w Bolvangarze – ośrodku magistratury – w celach badawczych, lub też jako forma tortury wykorzystywana przez Skraelingów. Rozdzielenie ma duży współczynnik śmiertelności, jednakże, jeżeli się powiedzie, człowiek wraz ze swoim dajmonem stają się obojętnymi na świat, posłusznymi każdemu rozkazowi zombi. Samo odcinanie uwalnia ogromne ilości energii. W trakcie powieści wykorzystywana jest ona na przykład przez Lorda Asriela do otwarcia wielkich wrót do innego wymiaru.

### Technologia w świecie Lyry
Samego poziomu rozwoju technologicznego świata Lyry nie możemy dokładnie ocenić. Na pierwszy rzut oka wydaje się on zacofany, lecz po dokładnym przyjrzeniu się okazuje się w wielu dziedzinach wiedzy porównywalny do naszego (a w niektórych dyscyplinach nawet go przewyższa).
Dowodem na to jest choćby to, że w świecie Lyry ludzie posiadają podobne naszym informacje na temat podstaw mechaniki kwantowej. Naukę zajmującą się tym zagadnieniem w tym alternatywnym wymiarze nie nazywa się fizyką, lecz teologią eksperymentalną – czyli jest ona de facto ściśle związana z religią, a przez to ograniczona jej dogmatami.

#### Broń
Bursztynowa Luneta opisuje broń znacznie przewyższającą nasze możliwości technologiczne. Wykorzystuje ona DNA jako system namierzania, dzięki czemu pozwala wystrzeliwać do celów znajdujących się niezwykle daleko od samego działa, nawet do osób znajdujących się w innych wymiarach. Nie powoduje ona wybuchów, lecz zapadnięcie się materii do otchłani – trafiona nią osoba doznaje losu gorszego od śmierci. Z innych niezwykłych wynalazków wymienić możemy Statek Intencyjny – kierowany samą myślą pojazd uzbrojony w niezwykle potężne działa. Prawdopodobnie nie jest on wymysłem naukowców ze świata Lyry – wehikuł ten pierwszy raz poznajemy w innym wymiarze.

#### Aletheiometr
Aletheiometr, nazywany też czytnikiem prawdy lub czytnikiem symboli, jest mosiężnym dyskiem przypominającym kompas o czterech wskazówkach (stąd tytuł pierwszej części trylogii – Złoty kompas). Jedna z nich jest dłuższa od pozostałych. Dookoła tarczy znajduje się 36 rysunków przedstawiających różne przedmioty i postacie. Aletheiometr służy do odczytywania prawdy. Skupiając się na pytaniu, na które chce się uzyskać odpowiedź, należy jednocześnie trzy krótkie wskazówki skierować na obrazki oznaczające interesującą nas kwestię. Następnie dłuższa wskazówka rozpoczyna ruch, wskazując kolejno rysunki symbolizujące odpowiedź na pytanie, którą następnie trzeba zinterpretować.
Każdy symbol niesie ze sobą różne znaczenia. Osobę, potrafiącą je odczytać, nazywa się aletheiometrystą. Aletheiometryści odbierają specjalne wykształcenie w tym kierunku. Nawet po latach obcowania z czytnikiem symboli nadal potrzebują ksiąg ze znaczeniami (tzw. księgi interpretacyjne). Aletheiometr wynaleziono w świecie Lyry Belacqua w Pradze prawdopodobnie w XVII wieku. Nazwa pochodzi od greckiego słowa aletheia – prawda. Jeden z sześciu istniejących trafił w posiadanie Lyry Belacqua, która otrzymała go od rektora kolegium Jordana. Dziewczynka szybko nauczyła się pojmować wiadomość, jaką przekazywało urządzenie. Odczytując ją, wchodziła w rodzaj transu. Nie znano żadnego innego przypadku osoby, która byłaby zdolna odczytać wskazania przyrządu bez żadnej nauki. Z czasem Lyra utraciła tę umiejętność. W Bursztynowej lunecie autor zasugerował, że Lyra planuje w przyszłości poświęcić się studiom nad aletheiometrem, by odzyskać utracony dar. Tym razem zamierza rozumieć aletheiometr nie poprzez dziecięcą intuicję, lecz przez wiedzę dorosłego człowieka.
Urządzenie działa przy użyciu Pyłu. To on jest siłą poruszającą dużą wskazówką.

#### Magiczny nóż
Nóż, którego jedna strona może przeciąć wszystko, co istnieje, natomiast druga wycina przejścia pomiędzy światami. Pod koniec trylogii zostaje on umyślnie zniszczony przez Willa, który musi zaprzestać swoich wędrówek. Wcześniej nóż zostaje przypadkowo ułamany przez chłopca, który bez należytej uwagi wycinał przejście. Zostaje on jednak naprawiony przez Iorka Byrnisona, przyjaciela Lyry i Willa.

### Pył
Pył jest cząstką elementarną, której istnienie ma podstawowe znaczenie dla wątku powieści. Jest on niewidoczny dla oka ludzkiego, nie może być zauważony bez wykorzystania specjalnych narzędzi takich jak np. Bursztynowa luneta, lub wykonana specjalnie w tym celu klisza fotograficzna. Jednakże istnieją gatunki istot rozumnych – np. Mulefa – które posiadają naturalną zdolność dostrzegania Pyłu.
W przeciwieństwie do innych cząsteczek Pył posiada świadomość. Opada on z nieba na ziemię, gdzie przyciągany jest przez ludzi (szczególnie dorosłych) i przedmioty przez nich wykonane. Z tego też powodu zyskuje sobie zainteresowanie Magistratury, która uważa, że może on być manifestacją Grzechu pierworodnego. W dalszej części powieści przekonujemy się, że jest on przyczyną świadomości, wiedzy i mądrości. Umożliwia to rasom widzącym go identyfikację istot wykazujących cechy przez niego zapewniane. Przykładem tego jest postawa wykazana przez Mulefa wobec Mary Malone, w której stworzenia te natychmiast dostrzegły istotę rozumną ze względu na chmurę Pyłu ją otaczającą, odróżniającą ją od innych zwierząt zamieszkujących ich świat.
To właśnie Pył w świecie Lyry powoduje ruch wskazówek Alethiometru a w naszym zapewnia odpowiedzi dawane przez Księgę Przemian.
Pył nazywany jest różnie w mieszance światów przedstawionych w trylogii. W świecie Lyry występował pod nazwą Cząstek Rusakova, którą zawdzięcza swojemu odkrywcy Borysowi Mikhailovitchowi Rusakov. W naszym świecie znany jest jako Cienie (Przez Pulmana powiązany z Ciemną Materią). Za to w świecie Mulefa jako dźwięk Sarf towarzyszący lewostronnemu wymachowi trąby, którą posiada ta rasa.
Aniołowie, włączając w to Autorytet tworzeni są, gdy Pył się kondensuje.

## Główne postaci
- Lyrę Belacqua poznajemy jako burzliwą, dwunastoletnią chłopczycę, wychowaną w Kolegium Jordana w Oksfordzie. Szczyci się ona ze swej umiejętności psocenia, szczególnie ze zdolności do kłamania w żywe oczy, która wielokrotnie pomaga jej w jej przygodach, i dzięki której otrzymuje imię Złotousta od Iorka Byrnisona króla niedźwiedzi pancernych w nagrodę za oszukanie Iofura Rankinsona. Stałym towarzyszem jej podróży jest Pantalaimon, jej dajmon, który ostatecznie przybiera postać czerwono-złotej leśnej kuny.

- Will Parry jest niezwykle praktycznym i świadomym moralnie dwunastolatkiem, mieszkańcem naszego świata który staje się w pewnym momencie posiadaczem Magicznego Noża. Jest bardzo niezależny i odpowiedzialny jak na swój wiek. Spowodowane jest to tym, iż przez wiele lat musiał opiekować się swoją matką cierpiącą na stany lękowe i nerwicę natręctw. Jest silny, posiada także niezwykłą umiejętność nie rzucania się w oczy, którą wielokrotnie wykorzystuje w czasie podróżowania z Lyrą. Na koniec powieści odnajduje on swoją dajmonę, Kirjavę, której stałą postacią staje się kot.

- Marisa Coulter jest nadzwyczaj piękną, wpływową, byłą kochanką Lorda Asriela, matką Lyry. Służy ona jako agentka Magistraturze, porywając dzieci, które następnie poddawane są potwornym badaniom, których celem jest odkrycie natury Pyłu. W trzecim tomie porywa ona Lyrę i przetrzymuje ją wbrew jej woli w jaskini, w stanie śpiączki, by nie mogła uciec, w celu uratowania jej od zabicia jej przez Magistraturę. Dalej w powieści jednak postanawia odejść z Magistratury i stanąć u boku Lorda Asriela po stronie rebeliantów. Wykorzystując swoją umiejętność kierowania ludźmi pomaga ona swemu dawnemu kochankowi w zniszczeniu Metatrona, rzucając się we trójkę w przepaść. Jej dajmon (którego imię nie jest wymienione w trylogii, lecz z adaptacji radiowej przygotowanej przez Philipa Pullmana dla BBC dowiadujemy się, iż zwał się on Ozymandias), jest małpą o złotym kolorze sierści, z tendencją do nienawiści. Mimo iż często porozumiewa się on z Panią Coulter, rzadko cokolwiek mówi na głos.

- Lorda Asriela poznajemy na początku pierwszego tomu jako wuja Lyry, badacza pyłu i podróżnika. W ciągu kolejnych wydarzeń dowiadujemy się jednak że tak naprawdę jest on ojcem głównej bohaterki (który ponoć miał zginąć w wypadku lotniczym). Jej matką, jak się okazuje, jest pani Coulter, która jednak w czasie narodzin Lyry miała już męża, urzędnika państwowego. Gdy mąż pani Coulter dowiedział się, że dziecko które wychowuje jego małżonka jest owocem cudzołóstwa, zechciał on je zabić. Przeszkodził mu w tym Lord Asriel. Pani Coulter odmówiła wychowywania Lyry. Nie chciała też zostać żoną Lorda Asriela, gdyż został on pozbawiony całego majątku przez sąd za zabójstwo urzędnika państwowego. Lordowi Asrielowi pozostało zostawić córkę w Kolegium Jordana, gdzie mogła pobierać nauki. Sam dalej zajął się swoimi badaniami. Jego dajmoną jest irbisica o imieniu Stelmaria.

- Mary Malone jest fizykiem, byłą zakonnicą z tego samego świata co Will. Jej badania nad Pyłem (który nazywano Ciemną Materią, Cząsteczkami Cienia lub Mroczną materią w jej świecie) zaangażowały ją w przygodę Lyry. Przez pewien czas zamieszkuje z ludem Mulefa i konstruuje z ich pomocą Bursztynową lunetę, w celu poznania przyczyny znikania Pyłu. Mary opowiada Lyrze i Willowi historię swej dawno utraconej miłości, odgrywając tym samym rolę węża w grze losu przeznaczonego Lyrze, powodując iż dzieci stają się dorosłe. Na koniec trzeciej części okazuje się, że ona także posiada dajmona, choć bezimiennego, posiadającego stałą postać ptaka z rodziny krukowatych – Wieszczka.

- Iorek Byrnison jest masywnym pancernym niedźwiedziem, który dzięki pomocy Lyry odzyskuje swoją godność i status króla Panserbjørne. Z wdzięczności i wrażenia, jakie wywarła na nim Lyra, przyrzeka jej wieczną przyjaźń i zaczyna ją nazywać Lyrą Złotoustą w uznaniu tego, w jaki sposób pokonała poprzedniego niedźwiedziego władcę. W trzecim tomie dzieci zwracają się do niego, jako do wielkiego kowala, z prośbą o naprawienie Magicznego Noża, który uległ złamaniu. Będąc niedźwiedziem nie posiada dajmona, ale w zamian jak każdy Panserbjørne posiada swoją zbroję, którą sam wykonał i w którą przelał część swej duszy.

- Serafina Pekkala jest piękną królową czarownic znad jeziora Inari w północnej Finlandii. Jak każda wiedźma jest ona niezwykle długowieczna i potrafi oddalać się na bardzo duże odległości od swego dajmona, Kaisy, który występuje pod stałą postacią śnieżnego gąsiora. Wielokrotnie pomaga ona Lyrze i jej przyjaciołom np. w czasie ucieczki z Bolvangaru.

- Lee Scoresby jest aeronautą pochodzącym z Teksasu, jego statkiem jest balon wodorowy. Pomaga on Cyganom i Lyrze w ich wyprawie na północ. Jest też przyjacielem Iorka Byrnisona. Jego dajmoną jest zajęczyca o imieniu Hester. Ginie gdy stara się powstrzymać atak nieprzyjaciół by dać czas na ucieczkę Stanislausowi Graumannowi.

- John Faa i Ojciec Coram są przywódcami rzecznych Cyganów. Gdy dzieci Cyganów zostają porwane przez Magistraturę do Bolvangaru, przygotowują oni ekspedycję ratunkową, zabierając ze sobą także Lyrę. Dajmoną Ojca Corama jest Sophonax, kotka umaszczona w kolorycie jesiennym, odrobinę większa od standardowego przedstawiciela jej gatunku, natomiast dajmoną Johna Faa jest wrona. John Faa jest imieniem często występującym w historii Cyganów naszego świata, szczególnie w balladach traktujących o tej nacji.

- Stanislaus Graumann znany także jako John Parry, lub Jopari, jest ojcem Willa Parry’ego, odkrywcą, byłym oficerem Królewskiej Marynarki. Nasz świat opuszcza gdy, będąc na wyprawie do Arktyki, odkrywa okno międzywymiarowe, prowadzące z naszego świata do tego z którego pochodzi Lyra. Gdy tam dociera, ze względu na wiedzę zdobytą w naszym świecie, staje się sławnym teologiem eksperymentalnym ściganym przez Magistraturę z powodu jego niezgodnych z dogmatami religijnymi twierdzeń, ostatecznie jednak z powodu tęsknoty za rodziną staje się szamanem tatarskim, w magii poszukując drogi powrotu do naszego świata. Pomimo tego, że nie narodził się w świecie Lyry, udaje mu się odkryć swojego dajmona, którym jest samica rybołowa nazwana Sayan Kötör. Lee Scoresby oddaje swoje życie by go uratować. Ostatecznie spotyka się ze swym synem Willem, niestety prawie natychmiast zostaje zabity przez mściwą wiedźmę, której miłość niegdyś odrzucił. Jego pseudonim prawdopodobnie jest aluzją do Stanisława Ulama, sławnego fizyka jądrowego.

- Roger Parslow jest młodym chłopcem, najlepszym przyjacielem Lyry i mieszkańcem Kolegium Jordana. Jego śmierć z rąk Lorda Asriela rozrywa czasoprzestrzeń i otwiera drogę ku innym wymiarom, dzięki której Lyra i Lord Asriel mogą podróżować w poszukiwaniu odpowiedzi na pytania związane z Pyłem. Obwiniająca się o jego śmierć dziewczynka wędruje wraz z Willem do zaświatów, by przeprosić i uwolnić go od śmierci wiecznej. Ostatecznie udaje im się to, dzięki czemu dusze zmarłych mogą połączyć się z materią wszechświata. Jego dajmonem była Salcilia, która pomimo tego, iż nie miała stałej formy przybierała postać psa rasy terier.

- Autorytet – samozwańczy Bóg. Prawdą jednak jest, iż był on jedynie pierwszym aniołem. Poznajemy go pod koniec trzeciego tomu, gdy jest już słaby, gdyż oddał większość swojej mocy Metatronowi, Regentowi Niebios, i oddalił się by pojmować głębsze tajemnice. Jest bardzo stary, ukazany jako delikatny, miły i naiwny, w przeciwieństwie do swego regenta, który jest żądnym władzy potworem. Ostatecznie ginie, gdy cząstki jego ciała rozwiane zostają przez podmuch wiatru. W śmierci odnajduje jednak spokój.

## Inne książki powiązane z trylogią

### Oksford Lyry
Pierwsza z dwóch nowel. Jej akcja ma miejsce dwa lata po wydarzeniach opisanych w Bursztynowej Lunecie. Wiedźma poszukująca zemsty za śmierć syna, którego utraciła w czasie walki z Autorytetem, wciąga Lyrę, w tamtym czasie już piętnastoletnią, w pułapkę. Ptaki zamieszkujące Oksford w tajemniczy sposób ratują Lyrę i Pantalaimona od śmierci z rąk wiedźmy. Dziewczynka poznaje także alchemika, dawnego kochanka wiedźmy.

### Pewnego razu na północy
Ta krótka nowela służy za wprowadzenie do Mrocznych materii, skupiając się na 24 letnim teksańskim aeronaucie Lee Scoresbym. Po zdobyciu balonu na gorące powietrze Scoresby kieruje się na północ, lądując na arktycznej wyspie Novy Odense, gdzie zostaje wciągnięty w konflikt pomiędzy magnatem paliwowym Larsen Manganese, skorumpowanym kandydatem na burmistrza Ivanem Poliakovem, i jego dawnym przeciwnikiem z Dakoty, Pierre’em McConville. Nowela ta opowiada także o tym w jaki sposób poznali się Lee i niedźwiedź pancerny Iorek Byrnison, i w jaki sposób pokonali oni swoich wrogów.

### Księga Prochu
Jest to nowa trylogia Philipa Pullmana, osadzona w tym samym uniwersum co Mroczne Materie, jej akcja rozgrywa się 10 lat wcześniej. Księga porusza temat Pyłu, religii i polityki w świecie Lyry. Pierwsza część serii, La Belle Sauvage, ukazała się 19 października 2017 roku. We wrześniu 2020 roku na polskim rynku zadebiutowała druga część trylogii – Tajemna wspólnota.

## Inspiracje twórcze
Na proces tworzenia Mrocznych materii wpływ wywarły trzy dzieła: „O teatrze marionetek” Heinricha von Kleista, prace Williama Blake’a oraz „Raj Utracony” Johna Miltona, z którego to wywodzi się tytuł serii jak także i wiele podstawowych pomysłów.
W całości serii zauważyć można widoczne wpływy ateizmu i gnostycyzmu, z tego też powodu jest ona przedmiotem kontrowersji, szczególnie ze strony grup chrześcijańskich.
Wersy z Raju utraconego, księgi II, z których wziął się tytuł trylogii:

...W głąb tej otchłani dzikiej, co natury

Łonem jest, mogąc być także jej grobem,

Gdyż morza, brzegów, powietrza ni ognia

Tam nie ma, wszystkie one są w zarodku

Zmieszane, walczą z sobą wiekuiście,

Chyba że Stwórca Wszechmogący zechce

Z materii mrocznych tworzyć nowe światy;

W głąb tej otchłani dzikiej Wróg przemyślny

Spoglądał chwilę, stojąc na krawędzi

Piekieł i podróż rozważając swoją...

## Kontrowersje
Autor zaprzecza, by Mroczne materie miały być antytezą do Opowieści z Narnii, siedmiotomowej powieści napisanej przez C.S. Lewisa. Pullman oskarża Lewisa o zawieranie treści „rażąco rasistowskich” i „niezwykle lekceważących wobec kobiet” w powieściach przez niego napisanych.
Instytucje religijne są krytykowane przez postaci występujące w powieści. Jako przykład podać możemy Rutę Skandi, wiedźmę i przyjaciółkę głównej bohaterki Lyry. Nawołuje ona do walki przeciw Magistraturze (Magisterium), głównej instytucji religijnej świata Lyry.
Ostatecznie Autorytet, istota czczona w świecie Lyry jako Bóg, okazuje się być nie stwórcą świata, a jedynie pierwszym i najwyższym aniołem. Zgodnie z trylogią, wszystko, co istnieje, włącznie z samym Autorytetem, powstało z Pyłu.
Członkowie Kościoła ukazywani są zazwyczaj jako fanatycy.
W wizji Pullmana Niebo w chrześcijańskim jego rozumieniu nie istnieje. W trzecim tomie cyklu miejsce, do którego trafiają dusze (ludzkie i nie tylko) po śmierci, ukazane zostało jako ponura pusta równina, na której po wsze czasy cierpią dręczone przez Harpie. Zmienia się to jednak po tym, jak Lyra wraz z Willem, przy pomocy magicznego noża otwierają przejście prowadzące z zaświatów ku innemu wymiarowi. Tym samym uwalniają dusze zmarłych, by mogły się rozproszyć w powietrzu i stać się jednością ze wszechświatem.
Jednak powieść pomimo kontrowersji większości grup chrześcijańskich doczekała się poparcia między innymi Arcybiskupa Canterbury, Rowana Williamsa, który argumentuje, iż Pullman w swym dziele nie występuje przeciwko samemu Kościołowi, lecz niebezpieczeństwom związanym z dogmatyzmem i wykorzystywaniem religii jako narzędzia ucisku.

## Ekranizacje

### Złoty kompas
W grudniu 2007 wszedł na ekrany kin film pt. Złoty kompas, będący ekranizacją pierwszej części trylogii.

### Magiczny nóż
Trudno stwierdzić, czy kontynuacja „Złotego Kompasu”, „Magiczny nóż”, trafi kiedykolwiek na ekrany kin. Film zarobił ponad 370 milionów dolarów, ale wyniki sprzedaży w USA rozczarowały wytwórnię New Line Cinema. W ostateczności „Złoty Kompas” nie sprzedał się tak, jak wszyscy przewidywali, a to wystarczający powód, by zawiesić projekt kontynuacji.
Philip Pullman, autor trylogii, stwierdził w wywiadzie, że protest i bojkot widowiska w amerykańskich kinach doprowadziły do upadku ekranizacji, oraz że do tej pory nikt z Shepperton Studios nie poinformował go o planach dotyczących „Magicznego noża”. Wygląda na to, że trylogia nie zostanie dopełniona w wersji filmowej. Twórca filmu i odtwórczyni głównej roli zajęci są pracą nad innymi produkcjami.

### Mroczne materie
W roku 2015 BBC One zleciło serialową adaptację trylogii Pullmana, za której produkcję odpowiadają Bad Wolf oraz New Line Cinema. Pomimo że 8-odcinkowa produkcja miała zadebiutować już dwa lata od zapowiedzi, w kwietniu 2017 roku jeden ze scenarzystów, Jack Thorne, powiedział w wywiadzie dla Radio Times, że serial nadal jest w fazie wstępnej produkcji.
8 marca 2018 roku zapowiedziano, że w postać Lyry wcieli się Dafne Keen, Lin-Manuel Miranda zagra Lee Scoresby'ego, a Tom Hooper zasiądzie na stołku reżyserskim. Trzy miesiące później do obsady dołączyli także James McAvoy jako Lord Asriel, Clarke Peters jako Dr. Carne oraz Ruth Wilson jako Marisa Coulter.
We wrześniu 2018 roku BBC zdecydowało się zamówić od razu drugi sezon widowiska, a do grona producentów dołączyło HBO, które nabyło również prawa do dystrybucji poza Wielką Brytanią. Zdjęcia do pierwszego sezonu zostały zakończone 14 grudnia 2018 roku, a w maju 2019 roku, w krótkiej zapowiedzi, ogłoszono, że serial zadebiutuje pod koniec roku.
Serial doczekał się w sumie 3 sezonów, gdzie każdy kolejny był adaptacją następnego tomu powieści Pullmana. Pierwszy odcinek siedmioczęściowego sezonu 2 serialu, ukazał się 8 listopada 2020 roku. Pierwszy odcinek finałowego 3 sezonu premierę miał 5 grudnia 2022 roku i składał się z 8 odcinków.